# Light from Uncommon Stars
Light from Uncommon Stars est un roman de science fiction et fantasy écrit par l'auteure et poète américaine Ryka Aoki. Le roman a remporté le prix Otherwise en 2021,, le prix Alex en 2022,, et le Stonewall Book Award en 2022,, et a été nommé pour plusieurs autres prix.

## Synopsis
Shizuka Satomi est la meilleure professeure de violon au monde, reconnue pour avoir formé des virtuoses qui ont par la suite rencontré ded fins tragiques. Plusieurs années auparavant, elle a passé un pacte avec un démon et doit livrer sept âmes aux enfers. Pour cela, elle forme des étudiants de violon ambitieux, et leur offre la célébrité en échange de leur âme. Satomi a déjà livré six âmes, et elle doit trouver un étudiant de plus avant que son contrat n'expire dans un an. C'est alors qu'elle trouve Katrina Nguyen, une jeune prodige transgenre sans aucune formation.
Alors que Satomi enseigne à Nguyen, elle rencontre alors Lan Tran, une capitaine de navire interstellaire réfugiée se cachant sous l'identité d'une propriétaire d'un magasin de donuts, qui a emmené sa famille sur Terre pour échapper à la guerre et à une épidémie mortelle. Satomi et Lan flirtent, mais cette idylle naissante est compromise par le pacte de Satomi avec le démon et le passé intergalactique tumultueux de Tran.

## Accueil critique
Dans sa critique pour Tor, Maya Gittelman qualifie le livre "un des meilleurs romans spéculatifs que j'aie jamais lu" et qu'il "lui rappelait tout ce dont le genre est capable".
Dans une critique pour Locus, Caren Gussoff salue la représentation des femmes dans le roman et l'utilisation de situations classiques de la littérature de l'imaginaire utilisées ici pour explorer ce qu'est d'être une femme de nos jours. Cependant, Gussoff critique les personnage masculins, réduits à "juste des non-femmes sans profondeur" et écrit que la fin est "trop douce" étant donnés les enjeux du roman.
LLight from Uncommon Stars remporte en 2021 le prix Otherwise, ainsi que le prix Alex en 2022. En 2022, il est finaliste au Stonewall Book Award, nommé au prix Hugo du meilleur roman, au prix Locus du meilleur roman de fantasy, au prix Mythopoeic de fantasy pour la littérature adulte, et au prix Ray Bradbury,. Booklist et Kirkus Reviews nomment le roman come l'un des meilleurs romans de 2021,, et la bibliothèque publique de New York l'inclut dans la liste des dix meilleurs livres de l'année.